# Torgrim von Ljones
Torgrim von Ljones (* 12. Jahrhundert; † 1206) war ein norwegischer Sysselmann und Heerführer in der Zeit der Kriege zwischen Baglern und Birkebeinern.

## Familie
Seine Eltern sind nicht bekannt. Er stammte vom Hof Strandebarm in der Kommune Kvam in Hardanger. Er heiratete am 21. April 1206 Sigrid Bårdsdatter, Tochter des Lehnsmannes Bård Guttormsson. Da ihr Geburtsdatum nicht bekannt ist, steht auch nicht fest, welche der drei Frauen Bårds ihre Mutter war. Wenn man von einem Heiratsalter von 20 Jahren oder jünger ausgeht, ist Ragnfrid Erlingsdatter am wahrscheinlichsten.

## Bürgerkrieg
Er war Sysselmann und Heerführer der Birkebeiner in der Zeit von 1202 bis 1206. Er gehörte zum engsten Beraterkreis um die Könige Håkon Sverreson und Inge Bårdsson. Seine Rolle in dieser Zeit ist aus den Bøglunga sögur zu entnehmen.
König Håkon reiste nach der Übernahme der Königsherrschaft 1202 nach Bergen. Dort erfuhr er, dass die Bagler sich im Binnenland befanden und nach Rogaland oder Trondheim ziehen wollten. Daraufhin wurden Torgrim und andere Heerführer nach Süden geschickt. Sie trafen auf das Heer der Bagler bei Rott vor Tananger auf Jæren. Torgrim und die Birkebeiner siegten und das Baglerheer löste sich auf. Zwei Jahre später sammelten die Bagler erneut ein Heer. Torgimm erhielt den Auftrag, Bergen und Vestlandet zu verteidigen. Als die Bagler nach Bergen kamen, hatten sich Torgrim mit anderen Heerführern und 200 Mann in der Sverresborg verschanzt. Nach einigen vergeblichen Versuchen der Bagler die Festung einzunehmen, zogen sie sich zurück, weil sie fürchteten, die Birkebeiner würden bald Verstärkung erhalten. Als Lohn für seinen Einsatz erhielt er Sigrid, die Halbschwester König Inges, zur Ehe. Die Hochzeit fand am 21. April 1206 in Nidaros statt. Während des Hochzeitsfestes erhielt Torgrim die Nachricht, dass die Bagler auf die Stadt hin vorrückten. König Inge wollte das Fest abbrechen, doch Torgrim überredete ihn, weiterfeiern zu lassen, und versprach, sich um die Wachen zu kümmern. Doch die Wachen wurden unaufmerksam. Die Bagler griffen die Stadt an, als die meisten Birkebeiner schliefen. Viele seiner Mannen wurden erschlagen und er selbst schwer verletzt. Der König, den die Bagler im Königshof vermuteten, schlief aber bei seiner Freundin und konnte sich nur mit einer Unterhose bekleidet  retten. Erst versuchte er, auf ein Schiff zu kommen, was misslang. So schwamm er ans andere Flussufer, wo er erschöpft und unterkühlt gerettet wurde. Das ist die letzte Nachricht über ihn aus den Bøglunga sögur. Die isländischen Annales regii und die Skálholts annálar zu 1206 berichten, dass Torgrim während des Kampfes den Birkebeiner Jon usta erschlagen habe und dafür getötet worden sei. Worin der Konflikt zwischen den beiden bestand, ist nicht zu ermitteln.
Sigrid heiratete später Jon Sigurdsson von Austrått.